# Чосткув (Свентокшиське воєводство)
Чосткув (пол. Czostków) — село в Польщі, у гміні Красоцин Влощовського повіту Свентокшиського воєводства.
Населення — 683 особи (2011).
У 1975-1998 роках село належало до Келецького воєводства.

## Демографія
Демографічна структура на день 31 березня 2011 року:
|          | Загалом | Допрацездатний вік | Працездатний вік | Постпрацездатний вік |
| -------- | ------- | ------------------ | ---------------- | -------------------- |
| Чоловіки | 338     | 75                 | 229              | 34                   |
| Жінки    | 345     | 74                 | 211              | 60                   |
| Разом    | 683     | 149                | 440              | 94                   |